# جوردين سباركس
جوردين براين سباركس (بالإنجليزية: Jordin Brianna Sparks) (ولدت في 22 ديسمبر 1989؛ وتعرف باسمها الفني جوردين سباركس) (بالإنجليزية: Jordin Sparks) مغنية بوب وآر أند بي معاصر، وموسيقية وكاتبة غنائية وممثلة أمريكية. من فينيكس، أريزونا. ارتقت إلى الشهرة بعد فوزها في الموسم السادس من أمريكان آيدول عندما كانت في 17 من عمرها، مما جعلها أصغر فائزة في تاريخ البرنامج. تلى فوزها في أمريكان آيدول إطلاق ألبومها الأول في عام 2007، وبيع منه أكثر من مليوني نسخة في جميع أنحاء العالم. في ألبومها الثاني حققت أعلى مبيعات من أي متسابق في برنامج أمريكان آيدول، وبيع نحو 4 ملايين نسخة منه في جميع أنحاء العالم.

## روابط خارجية
- جوردين سباركس على موقع IMDb (الإنجليزية)
- جوردين سباركس على موقع روتن توميتوز (الإنجليزية)
- جوردين سباركس على موقع ميوزك برينز (الإنجليزية)
- جوردين سباركس على موقع رولينغ ستون (الإنجليزية)
- جوردين سباركس على موقع أول موفي (الإنجليزية)
- جوردين سباركس على موقع قاعدة بيانات برودواي على الإنترنت (الإنجليزية)
- جوردين سباركس على موقع إن إن دي بي (الإنجليزية)
- جوردين سباركس على موقع أول ميوزيك (الإنجليزية)
- جوردين سباركس على موقع ديسكوغز (الإنجليزية)
- جوردين سباركس على موقع قاعدة بيانات الفيلم (الإنجليزية)